# NGC 1167
NGC 1167 is een lensvormig sterrenstelsel in het sterrenbeeld Perseus. Het hemelobject werd op 13 september 1784 ontdekt door de Duits-Britse astronoom William Herschel.

## Synoniemen
- PGC 11425
- UGC 2487
- MCG 6-7-33
- ZWG 524.45